# Hermann Burger
Pour les articles homonymes, voir Burger.
Hermann Burger (né le 10 juillet 1942 à Menziken dans le canton d'Argovie et mort le 28 février 1989  à Brunegg dans le canton d'Argovie) est un essayiste, nouvelliste, romancier et poète suisse d'expression allemande.

## Biographie
Hermann Burger obtient le prix Friedrich Hölderlin en 1983 et le prix Ingeborg Bachmann en 1985 pour Die Wasserfallfinsternis von Badgastein (littéralement : Les Ténèbres de la cascade de Bad Gastein).
Le fonds d'archives de Hermann Burger se trouve aux Archives littéraires suisses à Berne. Il s'est suicidé par surdose de somnifères.

## Œuvres

### Œuvres traduites en français
- Diabelli [« Diabelli : Erzählungen »], récits, trad. de Gilbert Musy, Vevey, Suisse, Éditions de l'Aire, coll. « C.H. », 1983 (BNF 34774964)
- La Mère artificielle [« Die künstliche Mutter »], roman, trad. de Françoise Salvetti et Olga Weissert, Paris, Éditions Fayard, 1985,  (ISBN 2-213-01393-4)
- Blankenburg [« Blankenburg »], récits, trad. de Gilbert Musy, Paris, Éditions Fayard, 1989,  (ISBN 2-213-02433-2)
- Brenner [« Brenner-Brunsleben »], roman, trad. de Gilbert Musy, Paris, Éditions Fayard, 1992,  (ISBN 2-213-02906-7)

## Récompenses et distinctions
- 1980 : Prix Conrad Ferdinand Meyer
- 1983 : Prix Friedrich Hölderlin
- 1985 : Prix Ingeborg Bachmann